# Peru az 1956. évi nyári olimpiai játékokon
Peru az ausztráliai Melbourne-ben és a svédországi Stockholmban megrendezett 1956. évi nyári olimpiai játékok egyik részt vevő nemzete volt. Az országot az olimpián 1 sportágban 8 sportoló képviselte, akik érmet nem szereztek.

## Sportlövészet
Férfi
| Versenyző            | Versenyszám                    | Döntő | Döntő    |
| Versenyző            | Versenyszám                    | Pont  | Helyezés |
| -------------------- | ------------------------------ | ----- | -------- |
| Guillermo Cornejo    | Gyorstüzelő pisztoly           | 560   | 17.      |
| Armando López-Torres | Gyorstüzelő pisztoly           | 540   | 26.      |
| Francisco Otayza     | Szabadpisztoly                 | 503   | 29.      |
| Antonio Vita         | Szabadpisztoly                 | 519   | 22.      |
| Oscar Caceres        | Sportpuska, fekvő              | 594   | 21.      |
| Oscar Caceres        | Sportpuska, összetett          | 1135  | 25.      |
| Luis Coquis          | Sportpuska, összetett          | 1124  | 29.      |
| Luis Coquis          | Sportpuska, fekvő              | 593   | 28.      |
| Guillermo Baldwin    | Szabadpuska, összetett (300 m) | 1040  | 14.      |
| Rubén Váldez         | Szabadpuska, összetett (300 m) | 1044  | 12.      |